# Kampania krymska
Kampania krymska – ośmiomiesięczna kampania przeprowadzona przez wojska państw Osi w celu zajęcia Półwyspu Krymskiego, który był miejscem jednej z największych bitew frontu wschodniego podczas II wojny światowej. Niemieccy oraz rumuńscy żołnierze ponieśli ciężkie straty w ludziach, kiedy próbowali nacierać poprzez Przesmyk Perekopski łączący Półwysep Krymski z resztą Związku Radzieckiego pomiędzy latem 1941 roku a pierwszą połową 1942 roku.

## Historia
Od 26 września 1941 roku niemiecka 11 Armia oraz żołnierze z rumuńskich 3. i 4 Armii byli zaangażowani w walkę, mając naprzeciw siebie radziecką 51. Armię i jednostki Floty Czarnomorskiej. Po kampanii półwysep był okupowany przez wojska Grupy Armii "A" razem z 17 Armią, która była główną jednostką podległą tej grupie armii. 
Kiedy wojska państw Osi przełamały obronę radziecką okupowały one większość Krymu, z wyjątkiem Sewastopola (któremu 8 maja 1965 roku nadano tytuł Miasta Bohatera (ros. Город-герой)) i Kerczu, który został wyzwolony przez Sowietów podczas operacji desantowej pod koniec 1941 roku i potem ponownie zajęty przez Niemców podczas operacji "Trappenjagd" rozpoczętej 8 maja 1942 roku. Sewastopol bronił się przez 250 dni od 30 października 1941 do 4 lipca 1942 roku, kiedy Niemcy ostatecznie zdobyli miasto. 
Główny cel kampanii, Sewastopol został okrążony przez niemieckie siły w natarciu z dnia 30 października 1941 roku. Niemieccy żołnierze zostali odparci przez radziecki kontratak, który został później wsparty przez wielu żołnierzy ewakuowanych z Odessy. Niemcy rozpoczęli wtedy oblężenie miasta. Kolejne ataki 11 i 30 listopada, we wschodniej i południowej części miasta, zakończyły się porażką. Niemcy zostali wtedy wsparci przez wiele pułków artyleryjskich, a w składzie jednego z nich znajdowało się nawet działo kolejowe Schwerer Gustav. Kolejny atak 17 grudnia został odparty przez Sowietów w ostatnim momencie za pomocą posiłków – wkrótce po tym wojska radzieckie rozpoczęły desant morski na Półwyspie Kerczeńskim 26 grudnia w celu odrzucenia Niemców od Sewastopola. Armia Czerwona była w posiadaniu inicjatywy, aż do chwili rozpoczęcia przez Niemców kontrataku 8 maja. Radzieckie siły stawiały opór przez kolejne półtora tygodnia zanim poddały się 18 maja. Kiedy Niemcy usunęli wojska radzieckie na Półwyspie Kerczeńskim, ponowili oni natarcie na Sewastopol, wnikając w wewnętrzną linię obrony 29 czerwca. Radzieccy dowódcy zostali ewakuowani drogą lotniczą lub za pomocą okrętów podwodnych i tym samym miasto skapitulowało 4 lipca 1942 roku, chociaż ostatni radzieccy żołnierze stawiali opór w grotach wokół miasta do 9 lipca.
W 1944 roku Krym został wyzwolony przez żołnierzy radzieckiego 4 Frontu Ukraińskiego podczas operacji krymskiej (8 kwietnia – 12 maja 1944 roku) w trzech podoperacjach:
- Operacja desantowa kerczeńsko-eltigeńska (31 października – 11 grudnia 1943)
- Perekopsko-Sewastopolska Operacja Ofensywna (8 kwietnia – 12 maja 1944)
- Kerczeńsko-Sewastopolska Operacja Ofensywna (11 kwietnia – 12 maja 1944)

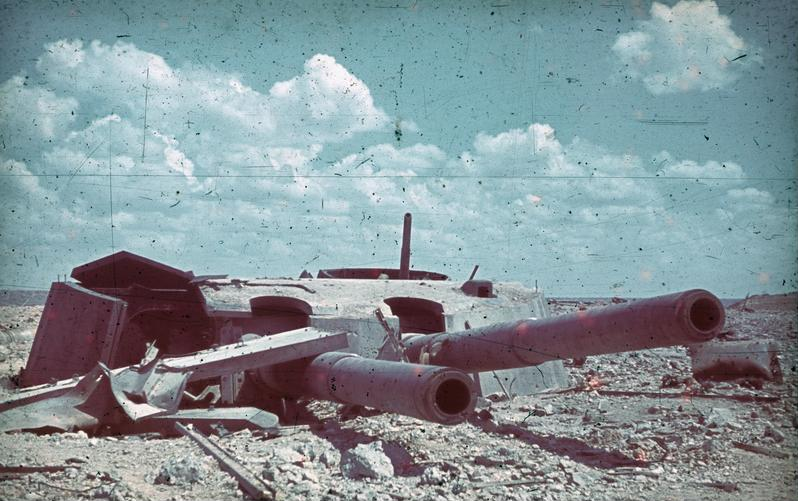
Zniszczona radziecka bateria artylerii nadbrzeżnej „Maksim Gorki”
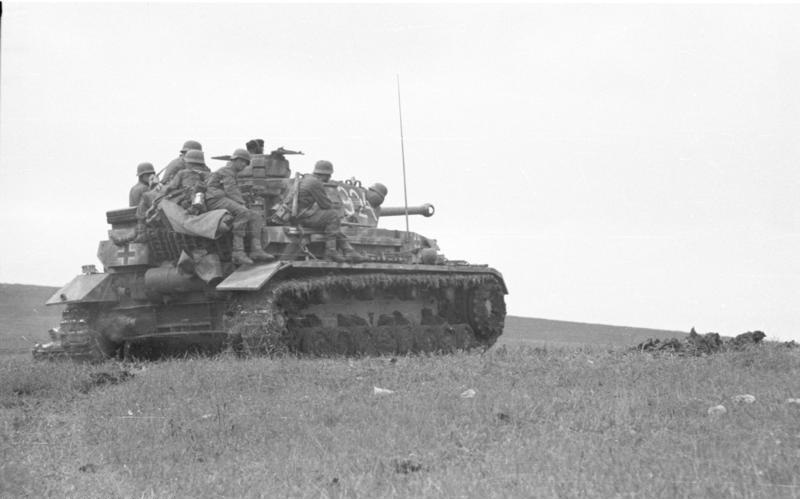
Niemieccy żołnierze na kadłubie czołgu PzKpfw IV podczas walk na Krymie (maj 1942 roku)